# Geir Lippestad
Geir Lippestad (nacido el 7 de junio de 1964) es un abogado, político y activista social noruego. Es más conocido por su participación en varios casos legales de alto perfil. Como abogado penalista en apelaciones, se dio a conocer por primera vez en 2001 cuando actuó como abogado defensor tras el asesinato de Benjamin Hermansen.
En 2011 se hizo conocido internacionalmente por ser el principal abogado del autor de los ataques de Noruega en 2011, Anders Behring Breivik. Desde 2011, Lippestad ha expandido su bufete de abogados, manejando varios casos de alto perfil, así como hablando en eventos públicos. También es conocido por ser un defensor abierto de las causas progresistas, y es el presidente de la agenda del grupo de expertos de izquierda. Desde 2015, es miembro del Ayuntamiento de Oslo, en representación de los laboristas.

## Después de breivik
Tras el caso Breivik, Lippestad experimentó un aumento significativo en los ingresos financieros. Amplió su firma de abogados, contrató personal nuevo y abrió otra sucursal en Skien, que serviría como la oficina principal, además de la oficina en el centro de Oslo. En enero de 2014, el bufete de abogados Lippestad firmó un contrato con la Federación de Policía de Noruega, el sindicato que organiza a todos los empleados del sector policial en Noruega. El acuerdo incluía ayudar con todo tipo de problemas legales que los miembros tendrían. También incluyó representación legal en los casos en que los policías son acusados de delitos penales, así como Lippestad dando conferencias y hablando en eventos organizados por la Federación de la Policía.